# Undercover (1995)
Undercover ist ein britischer Kriminalfilm des Regisseurs Philip Davis aus dem Jahr 1995, der am 19. September 1996 in die Kinos kam und schon ein Jahr zuvor in Großbritannien veröffentlicht wurde. In der Originalversion erhielt der Film den Untertitel When you go undercover, remember one thing ... Who you are.

## Handlung
Der ehrgeizige Polizist John erhält den Auftrag, sich unerkannt in die Footballgangs einzuschmuggeln, die in der Umgebung für Gewalt sorgen. Er soll die Generäle, diejenigen, die die Gewalt leiten und befehlen, ausfindig machen und ihnen das Handwerk legen. Doch durch den längeren Einfluss, dem John durch seine neue Umgebung ausgesetzt ist, ändert sich auch seine Einstellung und er beginnt selbst einer der Schläger zu werden, die er bekämpfen sollte.

## Auszeichnungen
Nominierungen
- 1995: Golden Alexander für Philip Davis[1]

Auszeichnungen
- 1996: Audience Award für Philip Davis